# Thoradonta obtusilobata
Thoradonta obtusilobata är en insektsart som beskrevs av Zheng, Z. 1996. Thoradonta obtusilobata ingår i släktet Thoradonta och familjen torngräshoppor. Inga underarter finns listade i Catalogue of Life.